# Henry Wellesley (3e duc de Wellington)
Henry Wellesley, 3e duc de Wellington (5 avril 1846 - 8 juin 1900) est un pair britannique et un homme politique du Parti conservateur.

## Biographie
Il est un fils de Charles Wellesley et petit-fils du 1er duc de Wellington. Il est né sans titre mais hérite du duché quand, en 1884, son oncle meurt sans enfant.
Entre 1859 et 1865, il fréquente le Collège d'Eton. Il rejoint le 2e bataillon, Grenadier Guards comme enseigne le 16 mai 1865, est promu major le 1er juillet 1881 et prend sa retraite du service le 28 juin 1882. Il se présente sans succès dans la circonscription parlementaire d'Andover en 1868. Il remporte le siège en 1874 et le garde jusqu'aux élections suivantes en 1880.
Il succède à son oncle comme duc de Wellington le 13 août 1884. Par la suite, ses sœurs Victoria et Mary obtiennent le rang de filles de duc. Il est nommé colonel honoraire de la Hampshire Artillery le 22 novembre 1884 et de la 6e milice de West York le 10 avril 1886, jusqu'à sa mort. Il est ambassadeur spécial en Espagne pour les funérailles d'Alphonse XII en 1885 et président de la Société pour la répression de la mendicité.

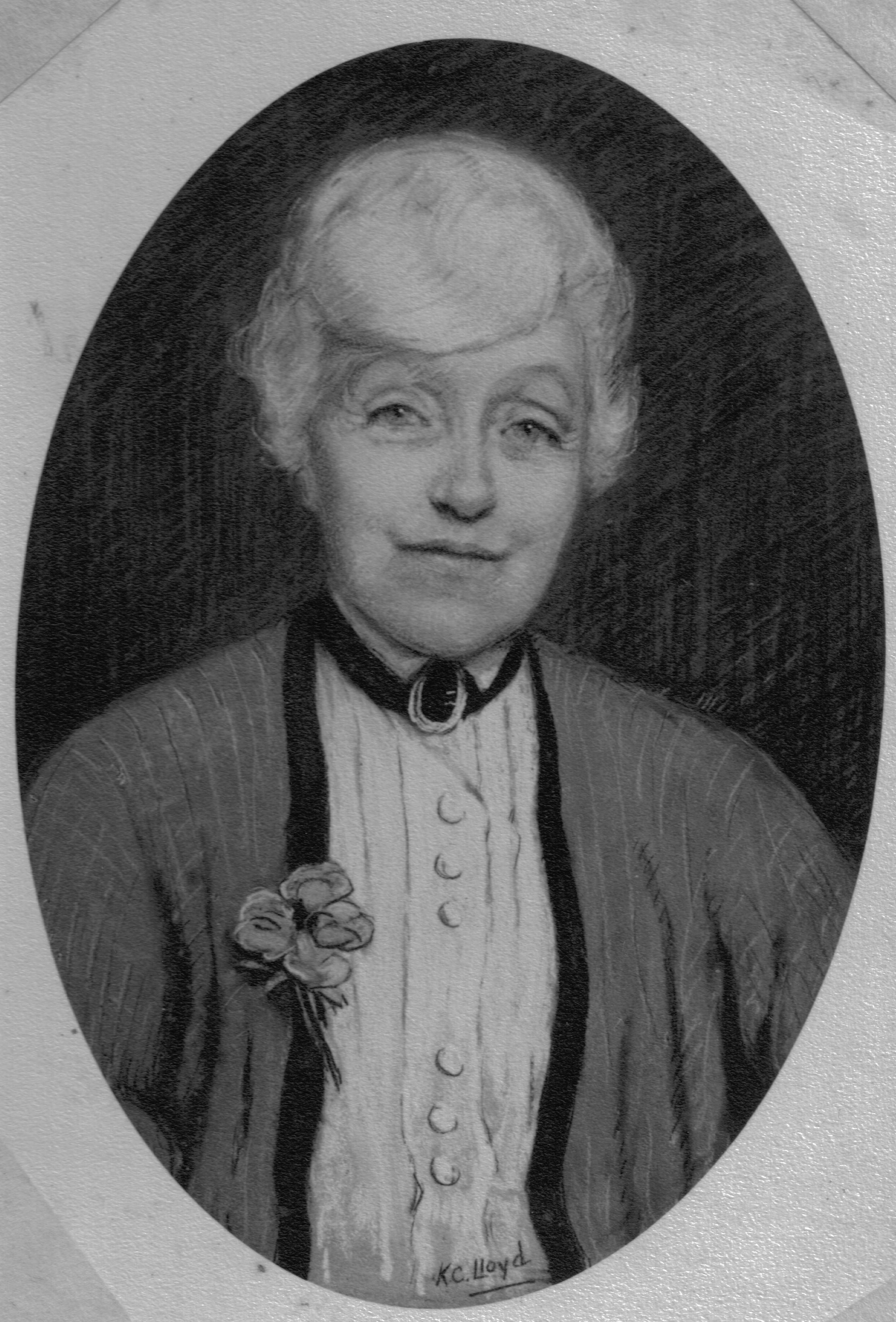
Evelyn, duchesse de Wellington.

Wellington meurt à la maison familiale de Stratfield Saye House en 1900 et y est enterré. Il épouse Evelyn Katrine Gwenfra Williams (1855 - 11 mars 1939) le 7 mars 1882; ils n'ont aucun enfant. Il est remplacé par son frère, Arthur Wellesley.
Dans ses mémoires, Lady Angela Forbes commente que "le duc était l'homme le plus gros que j'aie jamais vu et en est venu à avoir le surnom de" Spurgeon ".